# Jean-Philippe Sol
Jean-Philippe Sol est un joueur français de volley-ball né le 1er janvier 1986 à Aurillac (Cantal).

## Biographie
Il mesure 1,98 m et joue central. Il totalise 97 sélections en équipe de France.
Finaliste de la coupe de France en 2008 avec Montpellier UC et de l'Euro 2009, il gagne son premier titre de Champion de France en 2011 avec le Stade Poitevin et sera de nouveau finaliste la saison suivante.
Il sera MVP de la finale en 2011 et élu meilleur central du championnat lors de la saison 2011-2012.
Joueur atypique et véritable gagneur, il s'est engagé pour la saison 2012-2013 en faveur du club de Narbonne Volley récent demi-finaliste du championnat de Ligue A.
Il joue ensuite à Nantes RMV pour deux saisons.
Libre à la fin de la saison 2015-2016, il rejoint le Chaumont Volley-Ball 52 à la suite de la blessure de Jonas Aguenier.
Il retourne ensuite au Narbonne Volley pour deux saisons avant de partir pour la première fois à l'étranger en 2019 en signant au club de United Volleys Francfort puis Mate Asher en Israël et retourne en Allemagne au club de Giesen.
Il rentre en France en qualité de Joker médical et signe à Saint-Nazaire VBA et devient champion de France de Ligue B et accède avec le club en Ligue A masculine.
Après une saison et demie, il signe au Fréjus VV.

## Clubs
| Club                     | Début     | Fin       |
| ------------------------ | --------- | --------- |
| Club Alès CVB            | 2004-2005 | 2005-2006 |
| Montpellier UC           | 2006-2007 | 2008-2009 |
| Stade poitevin           | 2009-2010 | 2011-2012 |
| Arago de Sète            | 2012-2013 | 2012-2013 |
| Narbonne Volley          | 2013-2014 | 2013-2014 |
| Nantes-Rezé MM           | 2014-2015 | 2015-2016 |
| Chaumont VB 52           | 2016-2017 | 2016-2017 |
| Narbonne Volley          | 2017-2018 | 2018-2019 |
| United Volleys Francfort | 2019-2020 | 2019-2020 |
| Hapoël Acre              | 2020-2021 | 2020-2021 |
| Saint-Nazaire VBA        | 2021-2022 | 2022-2023 |

## Palmarès
- Championnat d'Europe
  - Finaliste : 2009
- Coupe de France
  - Finaliste : 2008
- Championnat de France (2)
  - Vainqueur : 2011, 2017
  - Finaliste : 2012
- Championnat de France de Ligue B
  - Vainqueur : 2022
- Challenge Cup
  - Finaliste : 2017